# Informationsheft Grossbritannien
L'Informationsheft Grossbritannien, noto anche come Informationsheft G.B. (Dossier informativo Gran Bretagna), fu un libro prodotto dalla Germania nazista in preparazione all'invasione della Gran Bretagna con l'Operazione Leone Marino, durante la Seconda guerra mondiale. Si ritiene comunemente che sia stato compilato dal SS-Brigadeführer Walter Friedrich Schellenberg, ma alcune fonti suggeriscono in alternativa il maggiore Walter zu Christian o un team di autori.
Il manuale contiene informazioni utili per una forza di occupazione, come la geografia britannica, il sistema politico, l'economia, la forma di governo, i partiti politici, il sistema legale, l'amministrazione civile, le forze armate, le università, la polizia, i musei importanti, la stampa, la radio, la religione, i gruppi etnici, i sindacati. La sezione "Der Britische Nachrichtendienst" fornisce dettagli su molti membri dello staff che aveva lavorato per il Secret Intelligence Service (SIS), incluse le fotografie del passaporto di alcuni ufficiali. 
Un allegato del libro, la "Sonderfahndungsliste G.B.", costituiva una lista di ricercati speciali, persone importanti residenti in Gran Bretagna da arrestare una volta che l'invasione fosse stata un successo.